# Brique (queso)
Los Brique (en idioma francés ladrillo) son una familia de quesos franceses fabricados en los alrededores de la comuna de Le Puy-en-Velay.
Se trata de quesos con pasta blanda y corteza fermentada diferenciándose tres denominaciones en función del origen de la leche:
- Brique Brebis para los elaborados con leche de oveja.
- Brique Chèvre para los elaborados con leche de cabra.
- Brique de Pays para los elaborados con leche de vaca.

Los tres se presentan en forma rectangular (de ahí su nombre de ladrillo) con un peso de 200 a 250 gramos tras unos 20 días de afinado.